# 肖艳
肖艳（1980年—），中国记者、主持人，中国中央电视台新闻频道《24小时》女主播。毕业于中国传媒大学。

## 主持经历
在校期间即为中国教育电视台《流行音乐欣赏》外景主持。
2004年毕业之后曾在上海电视台SMG体育频道短暂工作。
在上海工作半年后加盟江苏电视台城市频道，成为《绝对现场》主持人。后又陆续主持了江苏卫视《1860新闻眼》和江苏城市频道《新闻夜宴》等节目。
2007年主持江苏广播电视总台江苏城市频道《肖艳带你看香港》，江苏广播电视总台第二届东方情感文化论坛。
2009年加盟中国中央电视台新闻频道担任晚间节目《24小时》主播。

## 奖项
2004年度江苏省播音与主持作品政府奖二等奖。
2005年度江苏电视台十佳主持人。
2005年撰稿及主持4小时大型直播节目《空中看十运，发现新南京》获得全国十运会好新闻一等奖。
2006年度江苏电视台十佳主持人。
2006年江苏电视台十大未来之星。
2010年第三届《综艺》年度节目暨电视人评选年度最具潜力主持人。